# Prix Bancroft (géologie)
Pour les articles homonymes, voir Bancroft.
Ne doit pas être confondu avec le prix Bancroft de l'université Columbia.
Le prix Bancroft est remis par la Société royale du Canada pour récompenser l'enseignement et la recherche en sciences géologiques. Créé en 1968 en l'honneur de Joseph Austin Bancroft, (1882-1957), titulaire de la chaire Dawson à l'Université McGill de 1913 à 1929, grâce à une dotation de fonds par madame J. A. Bancroft à la Société royale, il est attribué tous les deux ans et vise à récompenser les réalisations exceptionnelles en sciences de la Terre qui ont contribué à mieux faire connaître ces sciences auprès du public que ce soit sous forme d’enseignement, d’ouvrages ou de recherches.

## Lauréats
- 1968 - John Tuzo Wilson, FRSC
- 1970 - David Baird, FRSC
- 1975 - Ward Neale (en), FRSC
- 1976 - Roger Blais, MSRC
- 1978 - Frank North
- 1980 - William Hutchison
- 1982 - Christopher Barnes, FRSC
- 1984 - Jack Souther (en)
- 1986 - Derek York, FRSC
- 1990 - Steven Scott, FRSC
- 1992 - Godfrey Nowlan
- 1994 - Alan Morgan
- 1996 - Dale Russell
- 2000 - Jan Veizer (en), FRSC
- 2002 - John Clague (en), FRSC
- 2004 - William Peltier, FRSC
- 2006 - David J. Dunlop, FRSC
- 2008 - Anthony E. Williams-Jones, FRSC
- 2010 - Frank C. Hawthorne (en)
- 2014 - Guy Narbonne[2]
- 2016 - Barbara Sherwood Lollar, FRSC
- 2018 - Michel Jébrak[3]
- 2020 - Irena Creed, FRSC
- 2022 - Sandra Barr